# Дёмин, Вениамин Алексеевич
Вениамин Алексеевич Дёмин (13 октября 1908, Верхнеудинск, Забайкальская область — 9 марта 1988) — советский архитектор, лауреат Ленинской премии.

## Биография
Родился в 1908 году в Улан-Удэ. Член КПСС.
С 1929 года — на хозяйственной и творческой работе. В 1929—1980 гг. — архитектор, студент Московского архитектурного института, участник Великой Отечественной войны, командир роты 110-го военно-строительного отряда 55-го отдельного управления военно-полевого строительства 2-го Украинского фронта, командир рот 140-го военно-строительного отряда 3-го фронтового управления военного строительства, соавтор монументов, рельефов, многофигурных композиций в ансамбле Волго-Донского канала им. В. И. Ленина (монумент «Соединение фронтов» на 13-м шлюзе и «В. И. Ленин» у входа в Цимлянское море), соавтор памятника-ансамбля героям Сталинградской битвы в Волгограде.
За памятник-ансамбль героям Сталинградской битвы в Волгограде был в составе коллектива удостоен Ленинской премии в области литературы, искусства и архитектуры 1970 года.
Умер 9 марта 1988 года. Похоронен на Хованском кладбище.